# Distretto elettorale di Karibib
Il distretto elettorale di Karibib è un distretto elettorale della Namibia situato nella Regione degli Erongo con 13.320 abitanti al censimento del 2011. Il capoluogo è la città di Karibib.

## Località
Oltre al capoluogo, altre località del distretto sono:
Ameib, Otjimbingwe, Otjimbojo, Usakos e Wilhelmstal.